# AirBaltic
airBaltic, legalmente constituída como AS Air Baltic Corporation, é a companhia aérea de bandeira da Letônia. Sua sede está localizada no Aeroporto Internacional de Riga, em Mārupe, próximo de Riga. O seu principal centro de operações está localizado no Aeroporto Internacional de Riga e inclui ainda centros de operações secundários no Aeroporto de Tallinn e Aeroporto de Vilnius.

## História

### História inicial

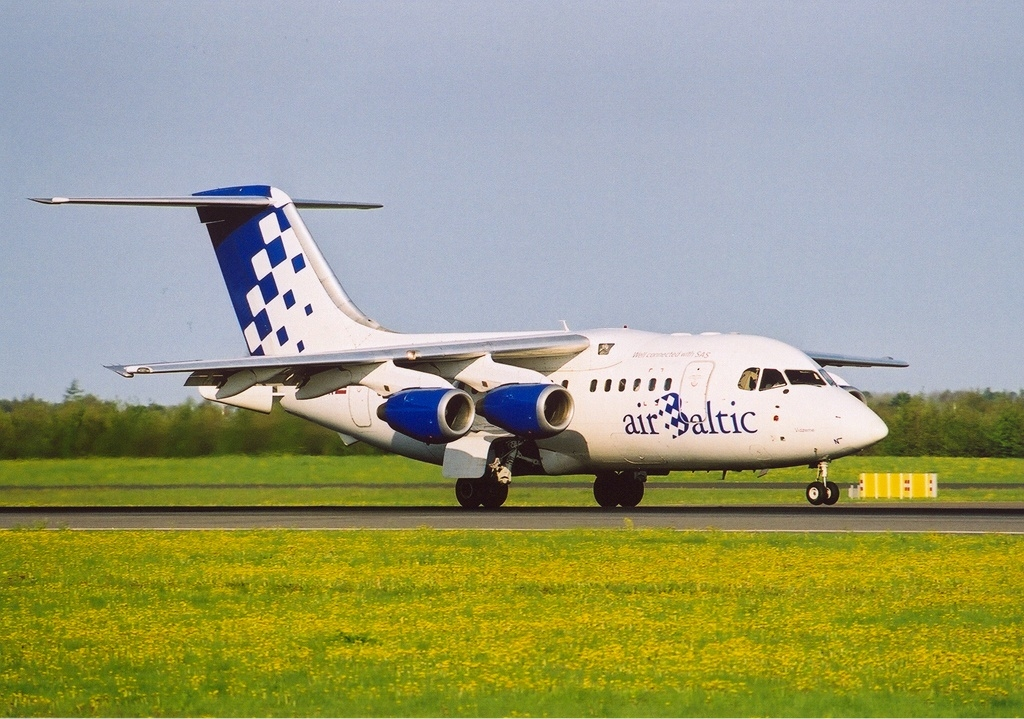
Um antigo Avro RJ70 da AirBaltic com pintura histórica, que foi aposentado em 2005.

A companhia aérea foi fundada como Air Baltic em 28 de agosto de 1995 com a assinatura de uma joint venture entre a Scandinavian Airlines (SAS) e o Estado da Letônia. As operações começaram em 1 de outubro de 1995 com a chegada do primeiro avião da Air Baltic, um Saab 340, a Riga, e nessa tarde o avião efetuou o primeiro voo de passageiros para a Air Baltic.
Em 1996, o primeiro Avro RJ70 da companhia aérea foi entregue; e a Air Baltic juntou-se ao clube de passageiros frequentes SAS como parceira. Em 1997 foi inaugurado um departamento de carga e, em 1998, foi entregue o primeiro avião Fokker 50 da companhia aérea. A pintura adotada foi principalmente branca, com o nome da companhia aérea escrito em azul na fuselagem dianteira, o logotipo 'B' sendo fortemente estilizado em quadrados azuis. O padrão xadrez azul foi repetido na cauda da aeronave.
Em 1999, a airBaltic tornou-se uma sociedade anônima; anteriormente era uma sociedade de responsabilidade limitada. Todos os seus Saab 340 foram substituídos por Fokker 50. Em setembro, a companhia aérea começou a operar de acordo com os Padrões Operacionais de Aviação Europeia. A Air Baltic deu as boas-vindas ao novo milênio introduzindo novos uniformes e abrindo um centro de carga no Aeroporto de Riga.[carece de fontes?]
O primeiro Boeing 737-500 juntou-se à frota da companhia em 2003 e, em 1 de junho de 2004, a Air Baltic lançou serviços da capital da Lituânia, Vilnius, inicialmente para cinco destinos. Em outubro de 2004, a Air Baltic recebeu a nova marca AirBaltic. A pintura atual das suas aeronaves consiste em uma fuselagem toda branca e cauda em verde-limão. AirBaltic.com é exibido na parte superior dianteira da fuselagem e a palavra "Baltic" é repetida em azul na parte inferior da cauda. Em dezembro de 2006, o primeiro Boeing 737-300 se juntou à frota e foi configurado com winglets. Em julho de 2007, a AirBaltic introduziu um sistema de check-in online. Foi o primeiro sistema de check-in online nos Países Bálticos. Na primavera de 2008, dois Boeing 757 de longo curso se juntaram à frota existente da AirBaltic. Em 10 de março de 2008, foi anunciado que nos próximos três anos a companhia aérea adquiriria novas aeronaves, experimentando a maior expansão de frota da história da empresa. As novas adições serão aeronaves De Havilland Dash 8-400 de próxima geração.[carece de fontes?]

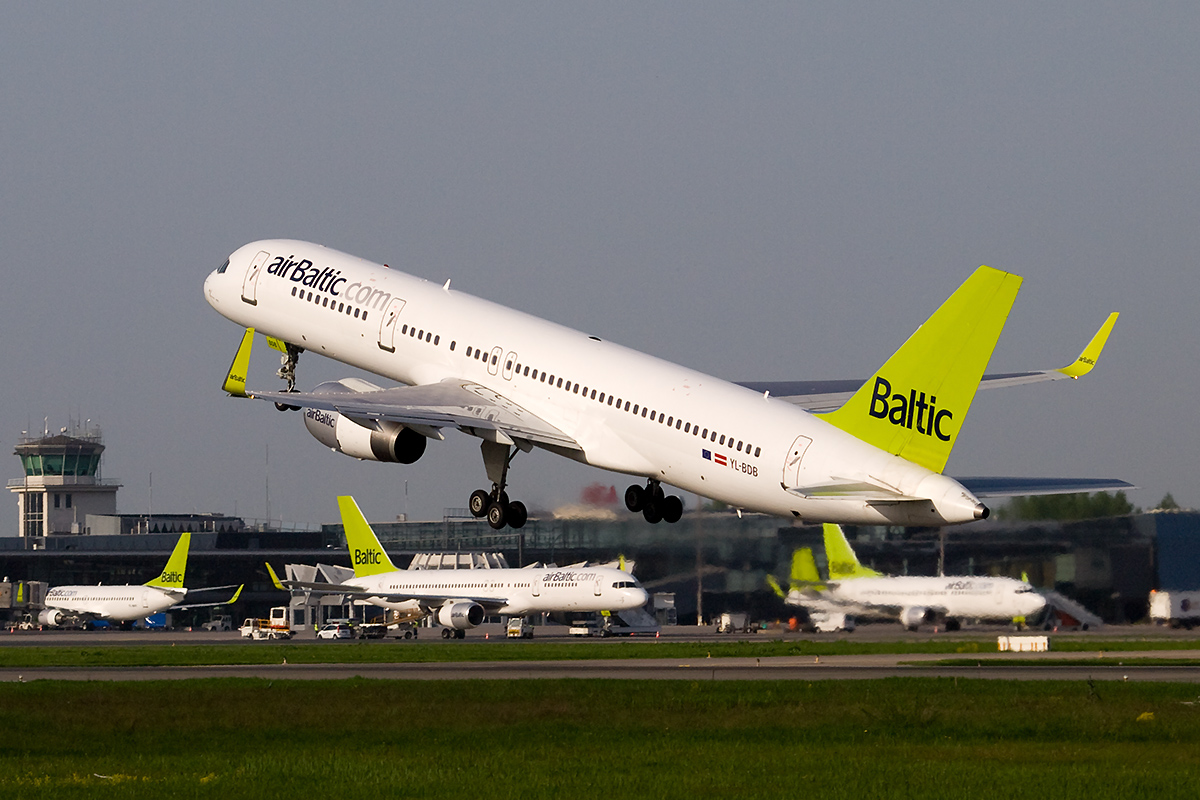
Um Boeing 757-200WL da airBaltic decolando do Aeroporto Internacional de Riga, a base da companhia aérea, com outras aeronaves da frota ao fundo.

A AirBaltic tinha fortes vínculos com a SAS, que detinha 47,2% da companhia aérea, e operava voos frequentes para os hubs da SAS em Copenhague, Oslo e Estocolmo. Alguns dos produtos e serviços da AirBaltic ainda são compartilhados com a SAS, incluindo horários coordenados e salas VIP compartilhadas. A AirBaltic não é membro de nenhuma aliança de companhias aéreas, mas tem acordos de codeshare em vigor com várias companhias aéreas membros da Star Alliance e outras.
A AirBaltic tinha hubs secundários no Aeroporto de Vilnius e no Aeroporto de Tallinn. A maioria das rotas iniciadas em Tallinn foi cancelada logo após a abertura, levando a reclamações do Departamento de Proteção ao Consumidor da Estônia.
Em janeiro de 2009, a SAS vendeu toda a sua participação na empresa (47,2% da companhia aérea) para a Baltijas aviācijas sistēmas Ltd (BAS) por 14 milhões de lats. A BAS era integralmente detida pela Bertolt Flick (Presidente e CEO) até dezembro de 2010, quando 50% das ações da BAS foram transferidas para a Taurus Asset Management Fund Limited, registrada nas Bahamas.

### Desenvolvimento desde 2010

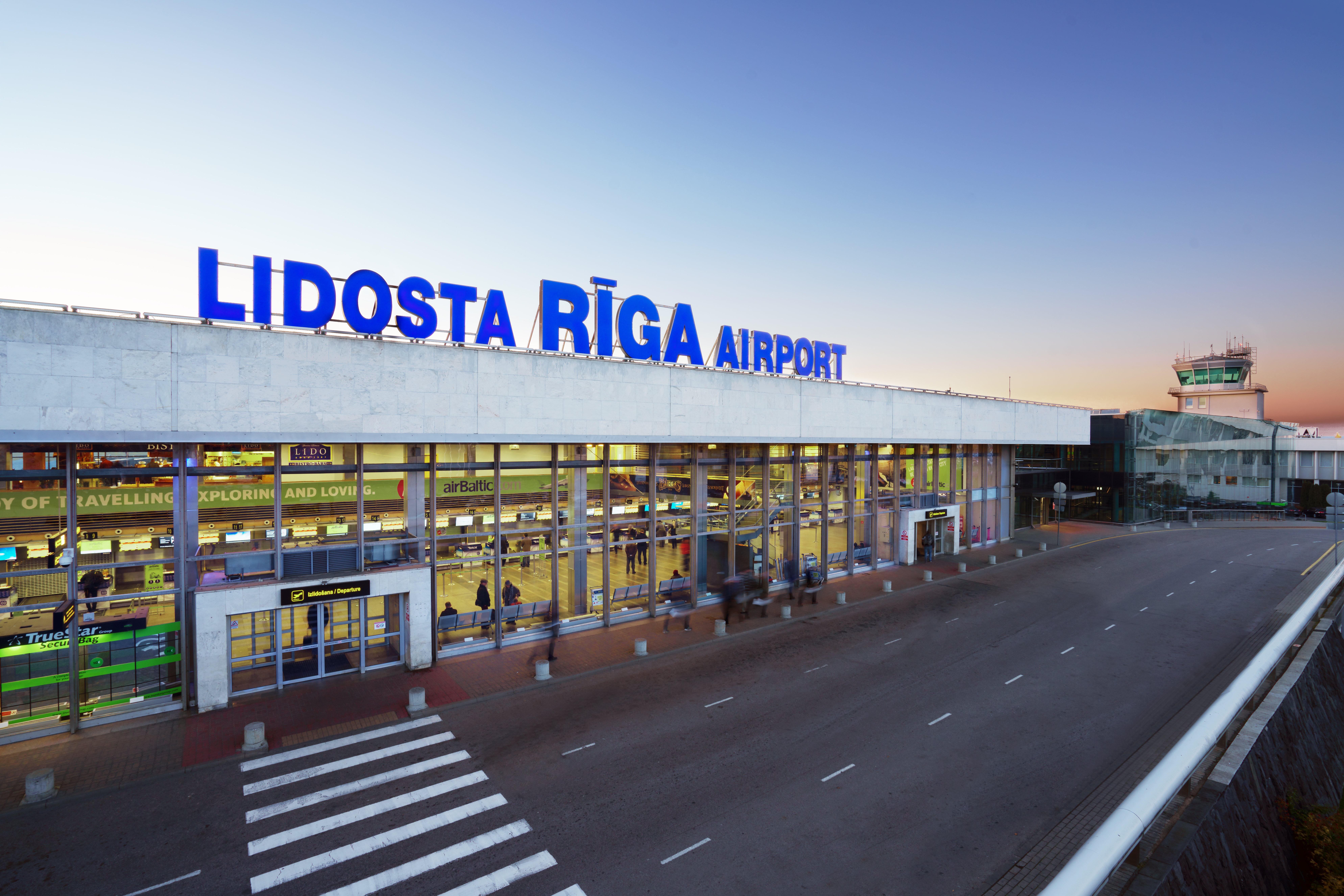
O hub da companhia aérea, o Aeroporto Internacional de Riga, também abriga a sede corporativa.

Em agosto de 2011, a AirBaltic solicitou mais de 60 milhões de lats em capital à medida que suas perdas continuaram a aumentar e sofreu especulações sobre sua posição financeira e escândalos políticos ao longo de 2011. Em meados de setembro de 2011, a empresa anunciou planos de demitir cerca de metade de seus funcionários e cancelar cerca de 700 voos por mês para evitar uma possível parada. A empresa também anunciou que um investidor misterioso estava disposto a pagar 9,6 milhões de euros por 59.110 ações adicionais. Em 4 de outubro de 2011, os planos foram anulados para efetuar os investimentos necessários no capital da companhia aérea. O governo da Letônia e a BAS concordaram em investir cerca de 100 milhões de lats no capital social da companhia aérea, proporcionalmente às suas participações na AirBaltic. Em conexão com o acordo, Flick deixou o cargo de presidente e CEO da companhia aérea por longo prazo. Martin Gauss, ex-CEO da companhia aérea húngara Malév, tornou-se o novo CEO.
A AirBaltic havia feito um anúncio em 23 de setembro de 2010 que iria estabelecer um novo hub secundário no Aeroporto de Oulu, mas no início de 2012 foi confirmado que os planos do hub em Oulu foram cancelados devido a problemas financeiros da AirBaltic.
A participação acionária do Estado era de 99,8% desde 30 de novembro de 2011, após o colapso de um banco vinculado a um pacote de financiamento negociado para a companhia aérea, mas em 6 de novembro de 2015 foi relatado que o Conselho de Ministros da Letônia havia aprovado planos para vender 20% da airBaltic ao investidor alemão Ralf Dieter Montag-Girmes por € 52 milhões e concordou em investir mais € 80 milhões na companhia aérea. O total de € 132 milhões de novo capital para a companhia aérea destina-se a estimular seu plano de negócios Horizon 2021 e a modernização da frota. Após o encerramento da Air Lituanica e da Estonian Air, respectivamente, em junho e novembro de 2015, está ao lado da Nordica, uma das duas companhias aéreas de bandeira dos países bálticos.
A entrega do Airbus A220/Bombardier CS300 foi altamente esperada pela airBaltic, pois este novo tipo de aeronave foi originalmente planejada para substituir a maioria dos Boeing 737-300 e Boeing 737-500 da companhia aérea e agora substituirá todos em 2020. A entrega do CS300 ocorreu em 29 de novembro de 2016. Em 28 de novembro, a Bombardier e a airBaltic realizaram uma cerimônia em Mirabel, Quebec, no Canadá, para a primeira entrega do CS300. A bordo do voo inaugural, estavam 18 pessoas, incluindo 6 pilotos: 3 da Bombardier e 3 da airBaltic. A companhia aérea recebeu dois CS300s em 2016 e espera receber seis em 2017, oito em 2018 e mais quatro em 2020.
A AirBaltic estava em busca de oportunidades para substituir sua frota de turboélices Q400, e a Bombardier e a Embraer eram vistas como potenciais fornecedores de aeronaves futuras, com possíveis entregas de 14 novas aeronaves a partir de 2020.
Em 26 de setembro de 2017, a AirBaltic anunciou que compraria pelo menos 14 aeronaves CSeries adicionais da Bombardier antes do final de 2018; planejou mudar para uma frota totalmente CSeries no início de 2020. A Bombardier anunciou pedidos adicionais da AirBaltic em 28 de maio de 2018 e incluiu 30 CS300 com opções e direitos de compra para outros 30 CS300. A Airbus adquiriu uma participação majoritária de 50,01% no programa CSeries em outubro de 2017, e o negócio foi fechado em julho de 2018; A família de aeronaves foi posteriormente renomeada para Airbus A220.
A AirBaltic suspendeu temporariamente as operações em 17 de março de 2020 devido à pandemia de coronavírus, e os voos só foram retomados de forma limitada em 18 de maio de 2020.

## Assuntos corporativos

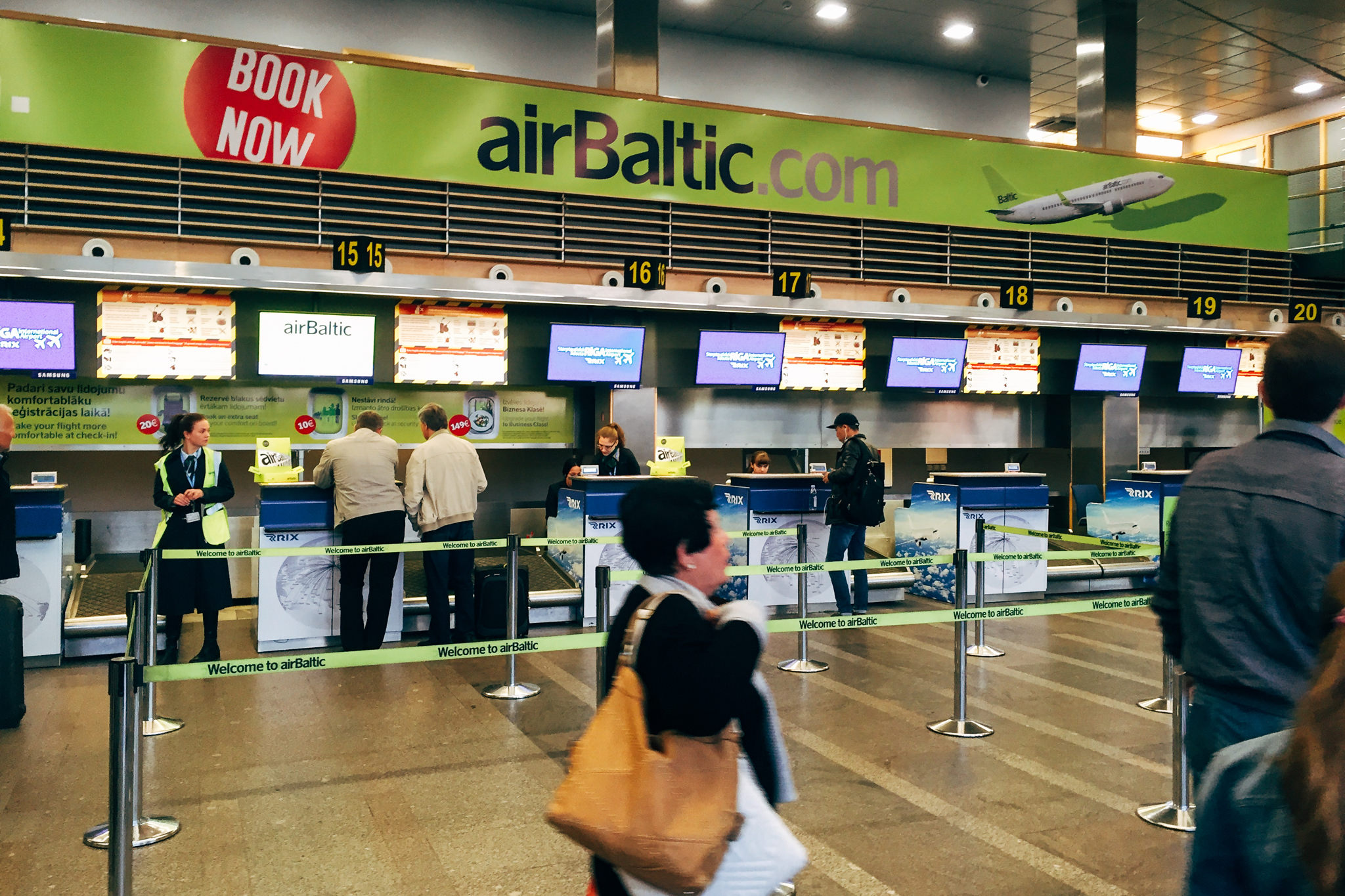
A área de check-in da airBaltic no Aeroporto Internacional de Riga.

A atual sede no Aeroporto de Riga foi inaugurada em 2016.

### Propriedade

A cabine de um Airbus A220 da airBaltic

A airBaltic é uma sociedade anônima, com atuais acionistas (em abril de 2021):
| Acionistas                                                                    | Participação |
| ----------------------------------------------------------------------------- | ------------ |
| Estado da República da Letônia (representado pelo Ministério do Transporte)   | 096.14%      |
| Aircraft Leasing 1 SIA (propriedade total do investidor privado Lars Thuesen) | 03.86%       |
| Outros                                                                        | 00.0002%     |
| Total                                                                         | 100%         |

## Destinos
Na altura em que a empresa suspendeu temporariamente as suas operações devido à pandemia de COVID-19, a airBaltic operava voos diretos durante todo o ano e voos sazonais de Riga, Tallinn e Vilnius, principalmente para destinos metropolitanos e de lazer na Europa.
A empresa não operava voos de longo curso no momento em que suspendeu as operações.

### Acordos codeshare
A airBaltic tem acordos codeshare com as seguintes companhias aéreas:
- Aegean Airlines
- Aeroflot
- Air France
- Air Malta[38][39]
- Air Serbia[40]
- Austrian Airlines
- Azerbaijan Airlines
- Belavia
- British Airways
- Brussels Airlines
- Czech Airlines
- Etihad Airways[41]
- Georgian Airways
- Iberia
- Icelandair
- ITA Airways[42]
- KLM
- LOT Polish Airlines
- Lufthansa[43]
- Scandinavian Airlines[44]
- TAP Air Portugal[45]
- TAROM[46]
- Ukraine International Airlines
- Uzbekistan Airways

## Frota

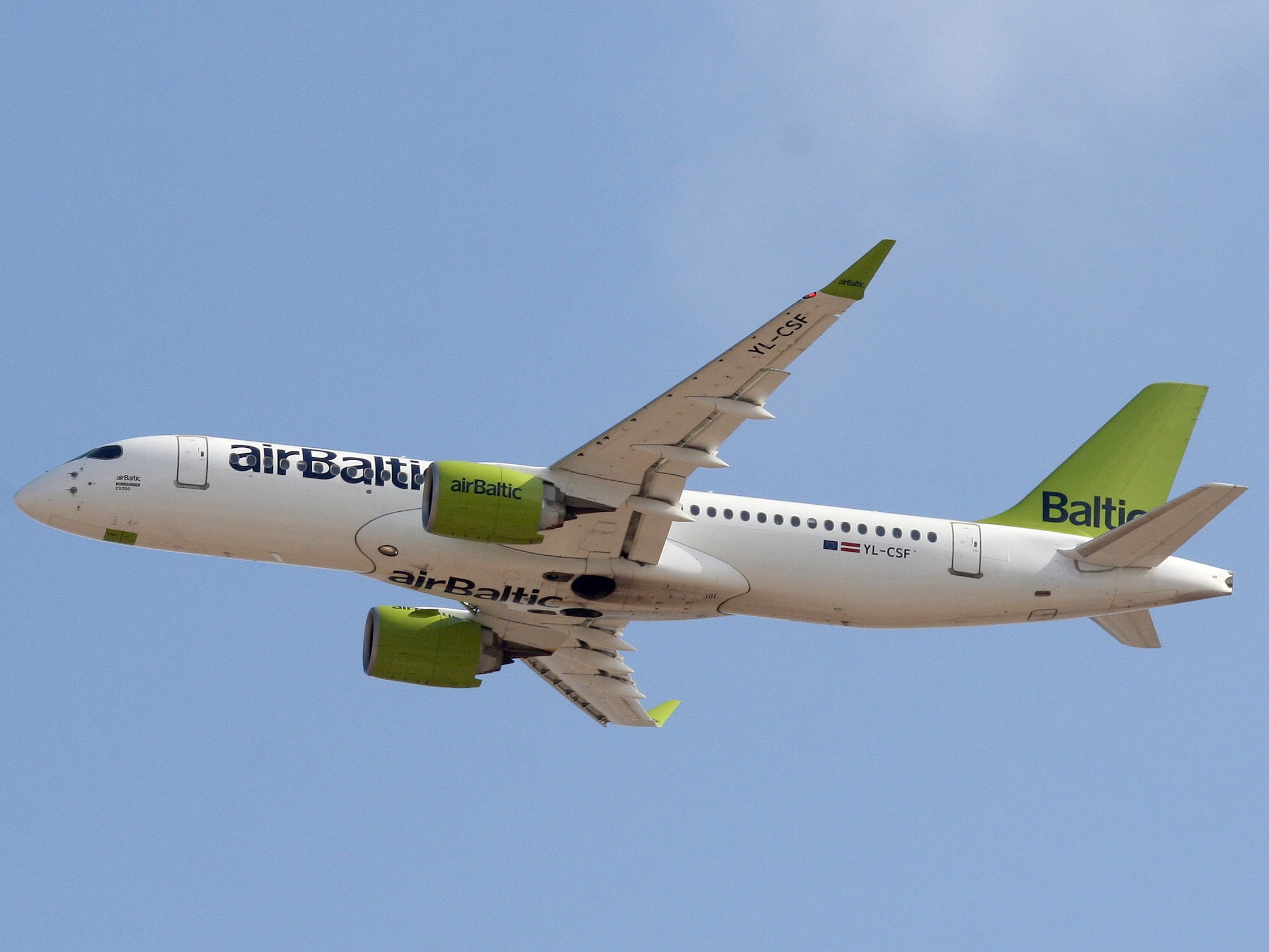
Um Airbus A220-300 da AirBaltic.

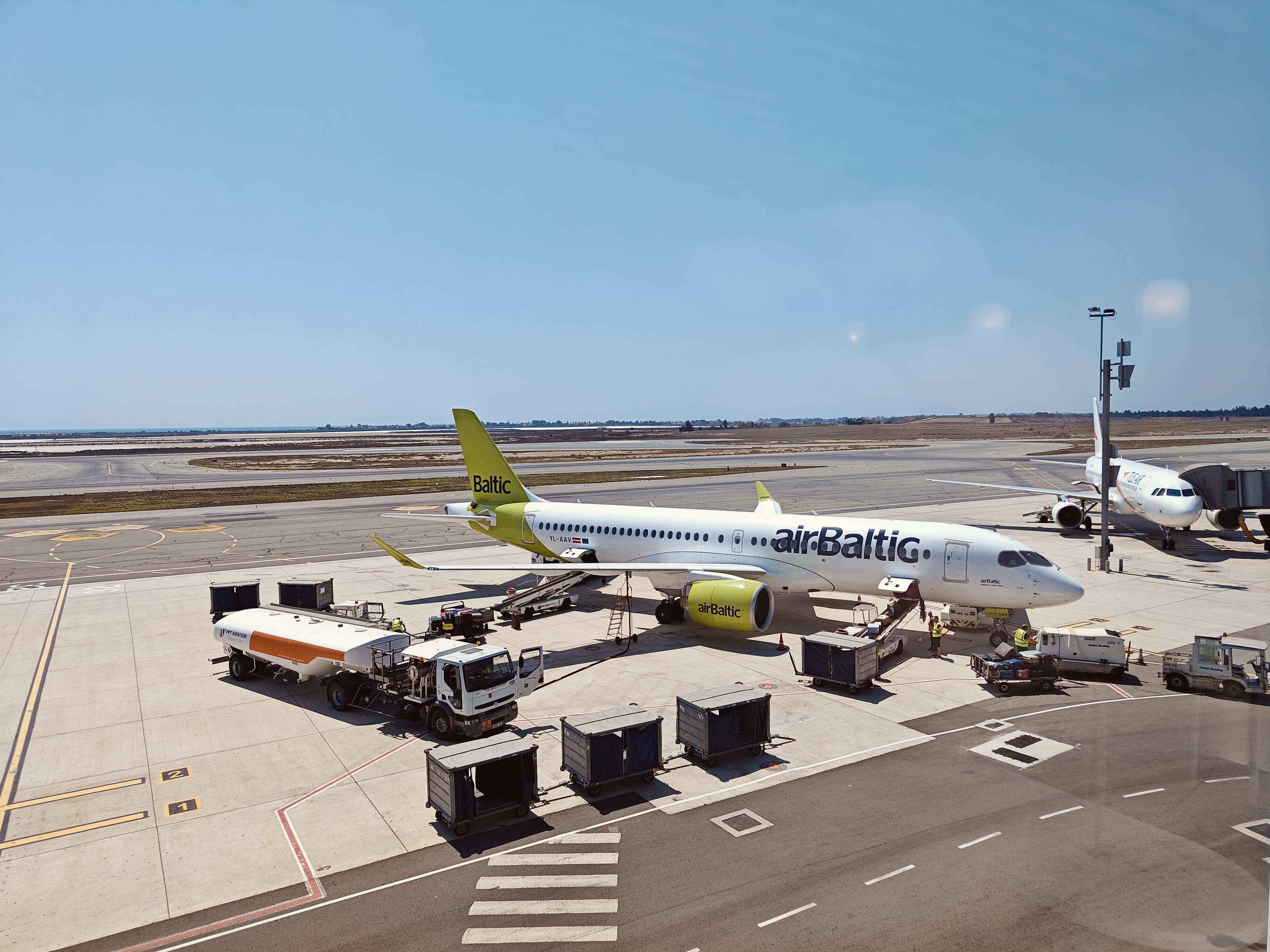
Um Airbus A220-300 da AirBaltic.

Em agosto de 2021, a frota da airBaltic consistia em um único tipo de aeronave:

### Pintura

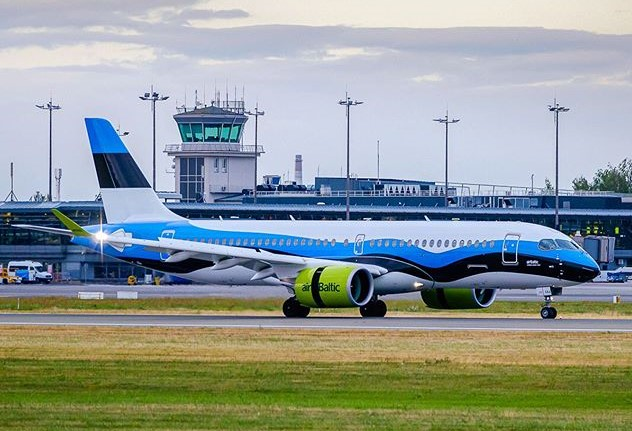
A pintura especial da bandeira da Estônia em um dos Airbus A220-300s da airBaltic.

A pintura original foi pintada nas aeronaves Avro RJ70 e tinha uma fuselagem branca. O esquema de cores original do airBaltic, azul e branco, foi pintado nos motores e no estabilizador vertical. A pintura de segunda geração também tinha uma ponta de asa verde-limão e um estabilizador vertical; no entanto, o logotipo foi alterado para airBaltic.com e a palavra airBaltic foi pintada nos motores, que estavam em sua cor metálica original.
Até dezembro de 2019, a pintura consistia em uma fuselagem branca e um estabilizador vertical verde-limão, pontas das asas e motores. Em dezembro de 2019, a fuselagem traseira abaixo do estabilizador vertical também foi pintada em verde limão, com o cone da cauda permanecendo branco. O logotipo, estilizado como 'airBaltic', é pintado em azul escuro na fuselagem, nas janelas e na parte inferior da aeronave. Esta pintura é usada principalmente nos A220.
Para representar os três Estados Bálticos, três dos A220s foram pintados com uma série de pinturas de bandeiras nacionais - uma para a Letônia, a Estônia e a Lituânia.

## Serviços

### Programa de milhagem
A AirBaltic costumava usar o programa de passageiro frequente SAS EuroBonus, mas agora tem seu próprio programa de milhagem chamado airBaltic Club, onde os viajantes podem ganhar 'pins' e coletar selos durante a viagem e receber várias recompensas. Existem três níveis: nível Clube, nível Executivo e nível VIP, cada um com diferentes estruturas de recompensa.

### Serviços de bordo
Na maioria dos voos, a airBaltic oferece um menu de compra a bordo com alimentos e bebidas para compra.

## Acidentes e incidentes
- Uma tripulação bêbada da AirBaltic, incluindo um co-piloto com sete vezes o limite legal de álcool, foi detida pela polícia em Oslo antes de um voo em 2015. O segundo oficial foi condenado a seis meses de prisão, enquanto o capitão e os comissários de bordo também enfrentaram processos depois que uma denúncia os impediu de assumir o comando do vôo da Noruega.[61]
- No dia 17 de setembro de 2016, uma aeronave de Havilland Dash 8-400, registrada YL-BAI, da AirBaltic realizando o voo BT-641, aterrou em Riga sem o seu nariz devido a problemas com o nariz.[62]
- Em 6 de dezembro de 2017, devido a ventos fortes e uma superfície escorregadia, um Boeing 737-500 da airBaltic escorregou de uma pista de taxiamento após pousar no Aeroporto Internacional Sheremetyevo em Moscou.[63]